# Estreito de Fromveur

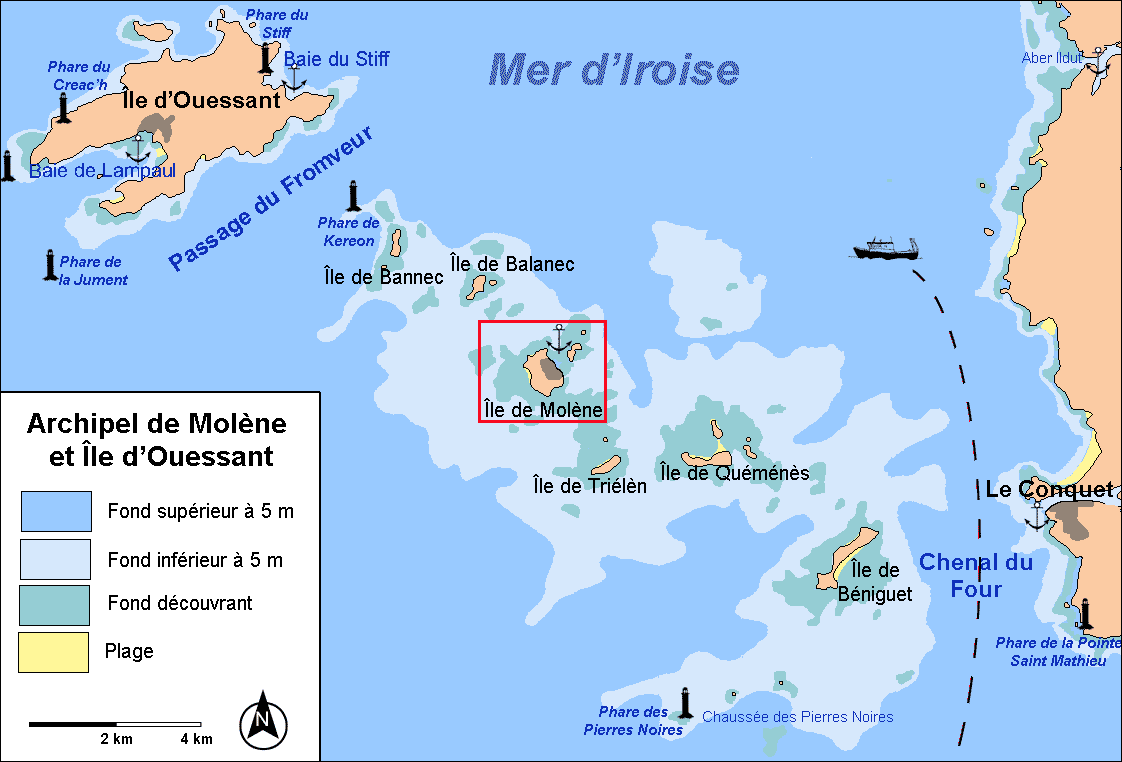
O estreito de Fromveur separa Molène de Ouessant

O Estreito de Fromveur ou passagem de Fromveur é um perigoso estreito entre as ilhas de Molène e Ouessant, no departamento de Finistère, França.
Tem um comprimento de cinco milhas, entre o Farol de la Jument e Farol de Kéréon.
É considerável a violência das suas ondas que podem chegar a medir 7 metros de altura e as correntes de mais de 8 nós. Por essa razão é considerado um dos três lugares marítimos mais perigosos de Europa, onde já houve numerosos naufrágios.